# أليكس بيريس دي سوزا
أليكس بيريس دي سوزا هو لاعب كرة قدم برازيلي في مركز الهجوم، ولد في 11 مارس 1991 في Ijaci ‏ في البرازيل. لعب مع نادي الوصل ونادي فلومينينسي.

## وصلات خارجية
- أليكس بيريس دي سوزا على موقع قاعدة بيانات كرة القدم.إي يو (الإنجليزية)
- أليكس بيريس دي سوزا على موقع Soccerway.com (الإنجليزية)